# Vache rouquemoute
Vache rouquemoute (Ginger Cow en VO) est le sixième épisode de la dix-septième saison de la série télévisée d'animation américaine South Park et le 243e épisode de la série globale.

## Résumé
Cartman désire s’excuser auprès de Kyle, disant qu'il avait raison en disant que les humains n'étaient pas les seuls à pouvoir être roux. Il a en effet trouvé une "vache rouquemoute", mais Kyle n'est pas dupe et voit que Cartman a coiffé une red holstein avec une perruque et lui a dessiné des taches de rousseur. Mais les autres élèves y croient et l'image de la vache rousse se répand dans les informations. 
Au Moyen-Orient, la vache est vue comme l'accomplissement d'une prophétie de fin des temps qui se retrouve dans les trois religions abrahamiques. Juifs, musulmans et chrétiens arrivent à South Park où, après quelques tensions, tous se réunissent pour adorer l'animal pendant que d'autres se suicident, croyant la fin du monde arriver. Kyle essaye de les convaincre de la duperie d'Eric, mais il n'est pas entendu. Les représentants des trois religions finissent par réaliser qu'ils peuvent se parler sans se haïr ni se faire la guerre. Ils pensent alors que la prophétie n'annonce pas la fin des temps, mais la fin de la guerre en Palestine. La vache est alors sacrifiée pour remercier Dieu.
En Israël, le groupe Van Halen inaugure un gigantesque concert de la Paix retrouvée. Cartman se présente à la maison de Kyle et lui avoue la supercherie de la vache, qu'il pense dire publiquement. Kyle n'est pas surpris mais, souhaitant préserver la fin des conflits au Moyen-Orient, l'implore de se taire. Cartman accepte, mais seulement si Kyle se soumet à lui complètement. Kyle doit commencer par insulter sa mère Sheila devant elle. Il doit ensuite porter le cartable d'Eric et lui demander régulièrement de sentir l'odeur de ses pets, même face à ses amis qui ne comprennent pas ce qui se passe.
Kyle est partagé entre sa santé mentale et le fait de savoir le Moyen-Orient en paix. Une nuit, il semble entendre une voix divine qui glorifie son sacrifice, ce qui le console un peu, le pousse à se raser la tête et à se soumettre encore plus à Cartman. Stan essaye de comprendre ce qui arrive à Kyle, mais ce dernier ne veut pas parler de l'accord avec Eric. Stan soupçonne que cela a à voir avec la paix retrouvée, et poursuit son enquête.
Kyle et Cartman vont en Israël, où Eric donne libre court à sa cruauté envers Kyle en public. Stan intervient en direct sur un écran géant et annonce vouloir révéler toute la vérité. Kyle lui téléphone aussitôt et avoue qu'il a accepté son sort pour sauver la paix. Stan comprend et modifie son interview en confirmant l'histoire, disant qu'il a vu la vache descendre miraculeusement du ciel.
Son témoignage provoque aussitôt la colère des autorités religieuses car cela contredit la prophétie qui annonçait précisément qu'un jour, "un enfant obèse avec une petite bite déguiserait une vache pour qu'elle ait l'air d'être rouquemoute". Ce qui n'a rien à voir avec un miracle impliquant une vraie vache rousse tombée du ciel. Les religieux recommencent à se battre et la paix s'effondre. Kyle essaye de leur dire que c'est ce qui s’est vraiment passé mais tout le monde l'ignore. Cartman refuse de le soutenir, en clamant qu'il a un "énorme zguègue".